# Ajuste de Contas (1981)
An Eye for an Eye (prt/bra: Ajuste de Contas) é um filme estadunidense de 1981, do gênero ação, dirigido por Steve Carver.

## Sinopse
Dois policiais se unem para investigar um bando de contrabandistas, mas caem numa cilada em que um deles é assassinado. Revoltado, o policial sobrevivente decide enfrentar sozinho os bandidos.[carece de fontes?]

## Elenco
- Chuck Norris ... Sean Kane
- Christopher Lee ... Morgan Canfield
- Richard Roundtree ... Capitão Stevens
- Matt Clark ... Tom McCoy
- Mako ... James Chan